# Gare de Melen
La gare de Melen est une ancienne gare ferroviaire belge. Elle est située à Melen dans la commune de Soumagne, en Région wallonne dans la province de Liège et est à proximité de la ligne 38, de Chênée à Plombières qui suit le parcours de l'ancien chemin de fer.

## Situation ferroviaire
La gare de Melen est située au point kilométrique (PK) 17,2 de la ligne 38 de Chênée à Plombières, entre les gares fermées de Micheroux, en direction de Chênée et Herve, en direction de Plombières.

## Histoire
La halte de Melen, dépendant de Micheroux, est mise en service le 13 avril 1890,.
Fermée durant la Première Guerre mondiale, la halte est rouverte le 1er juillet 1920.
Elle devient un arrêt facultatif le 17 janvier 1955 et est fermée le 22 mai 1955.
La gare disposait d'une passerelle, désormais démantelée.
Après la fin des dessertes marchandises, la ligne 38 a été démontée en 1992 et plus tard remplacée par un RAVeL